# استبعاد (منع الناخبين)
استبعاد الناخبين هي إحدى وسائل الطعن على حالة تسجيل الناخبين حتى تتسنى إمكانية منعهم من التصويت في الانتخابات. فهو تعبير يشير إلى ممارسة يتم خلالها إرسال بريد مباشر إلى عناوين مجموعة ممن أدرجت أسماؤهم في القوائم الانتخابية، وتجميع قائمة تتضمن عناوين المرسل إليهم الذين لم يستلموا البريد الخاص بهم، واستخدام تلك القائمة لمنع أو إيقاف تسجيل الناخبين على أساس أن الناخبين لا يقيمون بشكل قانوني في العناوين المسجلة. وهو عادة ما يؤدي إلى تجاهل أصواتهم أو الاعتراف بها من خلال استخدام بطاقات اقتراع مؤقتة تتطلب المزيد من تأكيد التسجيل.
وعلى الرغم من أن هذه الممارسة تعد قانونية في العديد من الولايات بأمريكا، وفي بعض الحالات تقوم بها هيئة تسجيل الناخبين في الولاية، فقد تم الطعن عليها في المحاكم، وفي بعض الحالات تظهر وكأن لها انعكاسًا عنصريًا، ولذلك أعلن عدم قانونيتها بموجب قانون حقوق التصويت. فعلى سبيل المثال، تم اكتشاف أن الانتخابات الأمريكية لعام 2008 قد شهدت استبعاد تيري لين لاند، سكرتيرة ولاية ميتشجان، لآلاف الناخبين من قوائم الاقتراع استنادًا إلى بطاقات هوية الناخبين التي تم إرجاعها لأنها لم يتم تسليمها. ولهذا قاضى اتحاد الحريات المدنية الأمريكي (ACLU) سكرتيرة الولاية أمام المحكمة بسبب هذا الاستبعاد. وأصدر القاضي ستيفن جوزيف ميرفي حكمه بأن هذا الاستبعاد غير قانوني بموجب قانون تسجيل الناخبين الوطني (NVRA) لعام 1993 وأمر لاند بإعادة الناخبين المتضررين. (انظر الحكم كاملاً هنا ).
أما الحجة القائلة بأن استبعاد الناخبين ينبغي أن يكون غير قانوني فتكمن في أن هذا السلوك قد يحرم الناخبين المؤهلين ببساطة بسبب الاحتمالية الكبيرة في وجود أخطاء في بيانات القائمة البريدية ويمكن أن يؤدي تغيير عناوين الناخبين إلى عدم تسلمهم البريد، وهو ما لا يمت بصلة لمدى تأهيلهم. وحقيقة أن الرسائل المستخدمة لإبعاد الناخبين كانت قد طبع عليها «لا يعاد توجيهها» أدت إلى الحرمان غير المتناسب للطلاب المغتربين للدراسة في الكلية والمواطنين الذين ينتقلون كثيرًا والجنود في الخارج، من حقهم في الانتخاب. وبالإضافة إلى ذلك، فإن استهداف أحياء معينة لها تاريخ من التصويت لصالح حزب سياسي مع عدم استهداف المناطق التي يهيمن عليها حزب المعارضة قد يؤدي إلى بروز مكون عنصري في عمليات الاستبعاد، الأمر الذي يثير إشكالية قانونية خطيرة بموجب قانون حقوق التصويت.

## الطريقة
ما يحدث عادة هو أن الحزب يقوم بإرسال بريد غير قابل لإعادة التوجيه، وهو بريد من الدرجة الأولى إلى الناخبين أو ناخبين معينين يريد استهدافهم (ويفترض في كثير من الأحيان أنهم من الديموغرافية التي تنتمي إلى الحزب المعارض). فيقوم بتجميع قائمة من الناخبين الذين تم إرجاع بريدهم غير القابل للتسليم. ويطلق على هذه القائمة قائمة الاستبعاد. وفي بعض الحالات، قد يرجع البريد بمعدل 1 من بين كل 15 خطابًا مرسلاً؛ وهو ما ظهر في أوهايو عام 2008 عندما تم إرجاع 600000 خطاب تأكيد للناخب إلى لجنة الانتخابات بوصفها غير قابلة للتسليم. ويستخدم الحزب قوائم الاستبعاد التي أعدها بنفسه أو أعدتها لجنة الانتخابات للطعن على حالة تسجيل الناخبين، وبالتالي استبعادهم من القوائم الانتخابية بموجب قانون الولاية الذي يسمح بالطعن على الناخبين الذين يشتبه في تسجيلهم. وعندما يتقدم الناخب للتصويت، فإما يتم الطعن عليه أو يطلب منه التصويت ببطاقة اقتراع مؤقتة. إذا أثبت تحقيق الاقتراع المؤقت أن الناخب قد انتقل للتو أو أن هناك خطأ في العنوان وأنه مسجل قانوني، فينبغي احتساب صوته. أما إذا أثبت التحقيق أنه غير مسجل قانونيًا، فلن يحتسب صوته.

## الشرعية في الولايات المتحدة
فيما يلي بند في قانون تسجيل الناخبين الوطني لعام 1993 (NVRA) تم تفسيره على أنه حظر لاستبعاد الناخبين:
بموجب قانون تسجيل الناخبين الوطني، لا يسمح بإزالة الناخب من قوائم الناخبين ما لم (1) يطلب الناخب إزالته (2) يطلب قانون الولاية إزالته بسبب إدانة جنائية أو الكفاية العقلية (3) أكد الناخب كتابة على أنه انتقل خارج الولاية القضائية الخاصة بقائمة ناخبين معينة، أو (4) أن الناخب (أ) فشل في الرد على إخطار الإلغاء الصادر بموجب قانون تسجيل الناخبين الوطني و (ب) لم يصوت الناخب أو يظهر للتصويت في اثنين من الانتخابات الفيدرالية العامة التي أعقبت تاريخ الإخطار.
وبموجب هذا البند، فإن استبعاد الناخبين قد يكون قانونيًا إذا كان الغرض الرئيسي التعرف على المسجلين تسجيلاً غير صحيح للتصويت ومنعهم من التصويت غير القانوني، ولكنه يكون غير قانوني إذا كان الغرض منه تجريد الناخبين المسجلين شرعيًا من حقهم في التصويت على أساس فني.

## أدلة على استبعاد الناخبين في الولايات المتحدة

### ثمانينيات القرن العشرين
في عامي 1981 و1986، أرسلت اللجنة الوطنية للحزب الجمهوري (RNC) خطابات للأحياء ذات الأغلبية الأمريكية من أصل إفريقي. وعندما عادت عشرات الآلاف منها بوصفها غير قابلة للتسليم، تمكن الحزب من النجاح في الطعن على هؤلاء الناخبين وتم حذفهم من قوائم الناخبين. ونظرًا لأن هذا يعد انتهاكًا لقانون حقوق التصويت، تمت مقاضاة اللجنة الوطنية للحزب الجمهوري. فاتخذ مسؤولوها قرار تراض يمنع الحزب من الاشتراك في مبادرات مكافحة التزوير التي تستهدف الأقليات أو إطلاق حملات بريد لـ «تجميع قوائم الطعن على الناخبين».

### الانتخابات الأمريكية عام 2004
حصل صحفي البي بي سي جريج بالاست على وثيقة من اللجنة الوطنية للحزب الجمهوري بعنوان "State Implementation Template III.doc" (قالب التنفيذ بالولاية 3) التي تصف عمليات الانتخابات الجمهورية الخاصة بخطط الاستبعاد في العديد من الولايات. وفيما يلي الفقرة الخاصة باستبعاد الناخبين:

5. بريد التسجيل الجديد في العمليات التي تسبق الانتخابات

عند أي مرحلة يغلق فيها التسجيل بالولاية، يجب إرسال بريد من الدرجة الأولى إلى جميع المسجلين حديثًا والناخبين المبعدين/غير النشطين. حيث يجب أن يرحب هذا البريد بمستلمه في قوائم الناخبين. ومن الضروري أن يكون عنوان الإرجاع ممكن التعرف عليه بوضوح. وعند عودة أي بريد غير مسلم لأي سبب، فإنه يجب استخدامه لإعداد قائمة من التسجيلات الإشكالية. وينبغي أن يحصل مراقبو الانتخابات على هذه القائمة والاستعداد للطعن على انتخاب أي شخص يرد في هذه القائمة.

- قبل انتخابات 2004 بفترة وجيزة، حصل بالاست أيضًا على قائمة الاستبعاد الخاصة بـ جاكسونفيل، بفلوريدا، والتي تضمنت عددًا كبيرًا من الأمريكيين ذوي الأصل الإفريقي، والديمقراطيين المسجلين. وكانت قائمة الاستبعاد مرفقة ببريد كان يرسله مسؤول الحزب الجمهوري بفلوريدا إلى مسؤول مقرات اللجنة الوطنية للحزب الجمهوري تيم جريفين.[7][8][9]
- بعثت اللجنة الوطنية للحزب الجمهوري رسائل إلى مناطق الأقليات التي يغلب عليها الطابع الحضري في ولاية أوهايو. وعندما أعيد 35000 خطاب غير قابل للتسليم، عين الحزب مراقبون للانتخابات للطعن على الناخبين. وطعنت جماعات حقوق الناخبين على اللجنة الوطنية للحزب الجمهوري في قضية وصلت إلى المحكمة العليا، ومع ذلك لم يتم إيقافها من الطعن على هؤلاء الناخبين. وبالمثل، أرسلت اللجنة 130000 خطاب في فيلادلفيا على أمل حبس الناخبين هناك. حيث تتميز فيلادلفيا بأغلبية من الأمريكيين ذوي الأصول الإفريقية، والذين تذهب أصواتهم بكثافة إلى الديمقراطيين. ولذلك حاول الجمهوريون استبعاد أصوات الناخبين التي قد تذهب لصالح مرشحي الحزب الديمقراطي.[5]
- في الطعن أمام محكمة أوهايو، قدمت اللجنة الوطنية للحزب الجمهوري قائمة بالاستبعاد استهدفت المناطق الحضرية والتي يغلب عليها الأمريكيين من أصول إفريقية في كليفلاند وحولها.[10]
- عثر الصحفيون على أدلة تبرهن أن اللجنة الوطنية للحزب الجمهوري (RNC) حاولت استخدام الاستبعاد لمنع أصوات الناخبين في خمس ولايات في انتخابات الرئاسة الأمريكية لعام 2004. فعلى سبيل المثال، استخدم مسؤولو اللجنة الوطنية للحزب الجمهوري في ولاية نيو جيرسي قوائم الاستبعاد للطعن على التصويت الغيابي وطلبات التصويت الغيابي.[10]

### الانتخابات الأمريكية عام 2008
- كما ذكر سابقًا، فإن سكرتيرة ولاية ميتشجان قد اتهمت باستبعاد الناخبين من القوائم الانتخابية عندما أعيدت بطاقات هوية الناخبين لأنها غير قابلة للتسليم. في الطعن أمام المحكمة، أمر القاضي الفيدرالي الولاية بإعادة الناخبين.[2] كما أصدر القاضي حكمه بأن أعمال الولاية كانت انتهاكًا لقانون تسجيل الناخبين الوطني. وأشار قراره إلى أنه ليس هناك أي وسيلة للتوقف عن حرمان الناخبين المؤهلين من حقهم في التصويت لأن بطاقاتهم قد يتم إرجاعها لأنها غير قابلة للتسليم نتيجة لخطأ بريدي، أو كتابي، أو التوجيه الطائش داخل مسكن متعدد الوحدات، وحتى الأخطاء الإملائية البسيطة أو تبديل الأرقام في العنوان.[11]
- في ديسمبر 2007، أرسل رئيس الحزب الجمهوري بولاية كانساس كريس كوبش بريدًا إلكترونيًا، «[حتى] الآن، حدد الحزب الجمهوري وقام باستبعاد عدد أكبر من الناخبين في الأشهر الـ 11 الماضية مقارنة بالسنتين السابقتين!»[12]
- أرسل الجمهوريون بريدًا لجمع التبرعات للناخبين في خمس مقاطعات بفلوريدا: دوفال وهيلزبورو وكولير وميامي دايد وإسكمبيا، بخطابات طبع عليها «لا يعاد توجيهه». تضمن البريد أرقام هوية غير دقيقة للناخب وأكدت ظاهريًا على الناخبين أنهم مسجلون كجمهوريين. رفضت اللجنة الوطنية للحزب الجمهوري مناقشة البريد مع تامبا باي تايمز. ونفى أحد النواب أن يكون للبريد أي صلة بالاستبعاد. «انتقد اثنان من مسؤولي الانتخابات بولاية فلوريدا، كلاهما جمهوريان، بريد الحزب الجمهوري، واصفين إياه» بالمربك«و» المؤسف«بسبب إمكانية تقويض ثقة الناخب عن طريق جعله متشككًا في دقة التسجيلات.» وأعرب بعض المسؤولين عن قلقهم من أن تحاول اللجنة الوطنية للحزب الجمهوري استخدام قائمة الاستبعاد المعدة من البريد.[13]
- في شمال كاليفورنيا، ظهرت تقارير استبعاد الناخبين عندما أرسل بريد طبع عليه «لا يعاد توجيهه» إلى الديمقراطيين بأرقام تعريف وهمية للناخبين. ويتطابق وصف هذه الخطابات مع تلك التي وزعت في فلوريدا.[14] طالع خطاب الاستبعاد الذي أرسل هنا. حيث تظهر العديد من التفاصيل غير الصحيحة على الخطابات، وأشارت الخطابات إلى قسم تحديد هوية الناخبين، ولكن العاملين في اللجنة الوطنية للحزب الجمهوري ذكروا أنهم ليس لديهم مثل هذا القسم. ولم ترد اللجنة على أي اتصالات هاتفية من وكالات الأنباء بخصوص الرسائل.
- في 5 أكتوبر 2008، اتهم الجمهوري (المنتخب على بطاقة الديمقراطيين) القائم مقام حاكم ولاية مونتانا، جون بولينجر، الحزب الجمهوري بولاية مونتانا باستبعاد الأصوات لمنع 6000 ناخب من ذوي التوجهات الديمقراطية من حقهم في التصويت. وتضمن هذا المنع أبطال المحاربين القدماء والجنود الذين يؤدون خدمتهم حاليًا.[15]

اكتشفت صحيفة *نيويورك تايمز في استعراض لسجلات الولاية تصرفات غير قانونية في ست ولايات أدت إلى منع الناخبين من التصويت، الأمر الذي ربما قد أثر على انتخابات 2008. وكانت بعض هذه الأفعال نتيجة لأخطاء الولايات في التعامل مع تسجيلات وملفات الناخبين مع محاولاتهم للانصياع للقانون الفيدرالي لعام 2002 والخاص بإجراء الانتخابات. ومع هذا، فلم يُستثنى أي الحزبين من هذه الأخطاء، نظرًا لأن الحزب الديمقراطي سجل المزيد من الناخبين الجدد هذا العام، ولذلك تضرر الناخبون الديمقراطيون من مثل هذه التصرفات التي يقوم بها مسؤولو الولاية.

## وصلات خارجية
- NOW on PBS video report on Voter Caging, featuring an interview with Greg Palast
- BBC Newsnight report: New Florida vote scandal feared
- GeorgeWBush.org "Dead Letter Office" - Source of 2004 Bush Campaign caging lists
- Republican response to Florida vote story
- Newsnight response to Republican complaint
- African-American Soldiers Scrubbed by Secret GOP Hit List
- GOP Challenging Voter Registrations
- BBC Newsnight Report Oct 2004, The Florida caging list scam
- Greg Palast discusses his 500 "lost" Rove emails proving illegal caging by Republicans
- ePluribus Media analysis of the Voter Caging data Palast, Progressives and Investigative Journalism
- Jacksonville, FL 2004 caging list maps and analysis